# Scopus (geslacht)
Scopus is een monotypisch geslacht van vogels uit de familie Scopidae. De wetenschappelijke naam is gepubliceerd in 1760 door Brisson. 
De enige soort is:
Scopus umbretta – Hamerkop 